# Владимир Лабант
Владимир Лабант (словац. Vladimír Labant, нар. 8 червня 1974, Жиліна) — словацький футболіст, що грав на позиції захисника.
Відомий насамперед виступами за чеські клуби «Славія» та «Спарта» (Прага), а також національну збірну Словаччини.
Найкращий словацький футболіст 1999 року. Чотириразовий чемпіон Чехії. 

## Клубна кар'єра
У дорослому футболі дебютував 1992 року виступами за команду клубу «Жиліна», в якій провів три сезони, взявши участь у 29 матчах чемпіонату. Згодом продовжував грати на батьківщині за «Дуклу» (Банська Бистриця) і «Кошиці»
1997 перебрався до Чехії, ставши гравцем празької «Славії». Своєю впевненою грою за «Славію», а також «Спарту» (Прага), до якої перебрався влітку 1999 року, заслужив визнання Найкращим словацьким футболістом 1999 року. У «Спарті» протягом двох перших сезонів допоміг команді двічі стати чемпіоном Чехії.
Привернув увагу скаутів команд з найсильніших європейських ліг і 2001 погодився на перехід до англійського «Вест Гем Юнайтед». У лондонській команді не зміг стати основним гравцем і вже наступного 2002 року повернувся до працької «Спарти», де провів ще три сезони, у двох з яких знову здобував чемпіонський титул.
Протягом 2005 року грав в Австрії за клуби «Адміра-Ваккер» та «Рапід» (Відень), а завершив професійну ігрову кар'єру на батьківщині у клубі «Спартак» (Трнава), за команду якого виступав протягом 2006—2007 років.

## Виступи за збірну
1999 року дебютував в офіційних матчах у складі національної збірної Словаччини. Протягом кар'єри у національній команді, яка тривала 6 років, провів у формі головної команди країни 26 матчів, забивши 2 голи.

## Титули і досягнення

### Командні
- Чемпіон Чехії (4):

«Спарта» (Прага):  1999-00, 2000-01, 2002-03, 2004-05
- Володар Кубка Чехії (2):

«Славія» (Прага):  1998-99
«Спарта» (Прага):  2003-04

### Особисті
- Найкращий словацький футболіст року: 1999